# Браилко, Иван Яковлевич
Браилко Иван Яковлевич (1792, Полтавский уезд ― 17 (29) июля 1859, Симферополь) ― государственный деятель Российской империи, действительный статский советник. Таврический вице-губернатор, неоднократно исправлял должность таврического губернатора.

## Биография
Из малороссийских дворян, помещиков Полтавского уезда. Брат Степана, Николая, Василия и Алексея. Род внесён в дворянскую родословную книгу Таврической и Пензенской губерний. Утверждённого герба род не имел.
Начальное образование получил в Полтавской губернской гимназии. По итогам 1808/09 академического года отмечен как лучший ученик второго класса гимназии. Поступил своекоштным студентом, по отделению нравственных и политических наук, в Императорский Харьковский университет 7 (19) августа 1811 года. По окончании курса произведён кандидатом «по этико-политическим дисциплинам» 25 августа (6 сентября) 1815. Некоторое время служил репетитором в дворянских семьях Харькова.
В службу вступил кандидатом 12 класса в канцелярию феодосийского градоначальника 1 (13) марта 1819; переименован в губернские секретари 8 (20) апреля 1820; определён переводчиком в Феодосийскую таможню 24 ноября (6 декабря) 1821; произведён в коллежские секретари 1 (13) марта 1822; определён чиновником для особых поручений при таврическом гражданском губернаторе Д. В. Нарышкине 26 ноября (8 декабря) 1823; в титулярные советники 1 (13) марта 1825; пожалован орденом Святой Анны 3 степени 21 июня (3 июля) 1826.
В начале 1827 года вёл следствие по делу о завещании и бумагах бежавшей от Французской революции в Россию и умершей в мае 1826 года в Старом Крыму таинственной графини де Ламот де Валуа де Гаше, известной как графиня Жанна де Люз де Сен-Реми́ де Валуа́, которая стала прототипом образа авантюристки Миледи в романе «Три мушкетёра»; в апреле того же ― 1827 года, женился на богатой симферопольской купеческой дочери; назначен советником исполнительной экспедиции Таврического губернского правления 13 (25) ноября 1830; пожалован в коллежские асессоры 21 июля (2 августа) 1833, со старшинством с 1 (13) марта 1829; определением Таврического ДДС от 27 апреля (9 мая) 1836, по чину и по ордену, возведён в потомственное дворянство и с семейством внесён в 3 ч. ДРК Таврической губернии, по Симферопольскому уезду; пожалован орденом Святого Владимира 4 степени 27 ноября (9 декабря) 1837; в той же должности пожалован в коллежские советники 1 (13) апреля 1838, со старшинством с 1 (13) марта 1836; тем чином, в том же ―1838, переведён в ведомство М-ва юстиции, товарищем нового председателя Таврической палаты уголовного суда, коллежского советника Фёдора Емельяновича Коломийцева, и состоял в той должности на 4 (16) октября 1838; «за труды по прекращению в 1829 и 1830 годах чумы в Новороссийском крае и Бессарабии» пожалован монаршим благоволением 31 декабря 1840 (12 января 1841); з. о. беспорочной службы за XX лет 22 августа (3 сентября) 1841 года
Статским советником 7 (19) ноября 1841, со старшинством с 1 (13) марта 1840; в 1842 переведён в Министерство государственных имуществ советником хозяйственного отделения Таврической палаты государственных имуществ и в той должности, но за труды по прежней своей службе в уголовной палате, пожалован орденом Святого Станислава 2 степени 23 октября (4 ноября) 1842.
В начале 1845 переведён состоять по ведомству Министерства внутренних дел, с причислением к министерству, и с той должности назначен вице-губернатором Таврической губернии 16 (28) марта 1845; утверждён в потомственном дворянстве, по Таврической губернии, указом герольдии Сената от 31 августа (12 сентября) 1845; орден Святой Анны 2 степени с императорской короной 18 (30) октября 1846; 23 июня (5 июля) 1847 предписано ему провести ревизию дел Бердянской городовой ратуши; пожалован действительным статским советником 3 (15) апреля 1849; з. о. беспорочной службы за XXX лет 22 августа (3 сентября) 1850; как и. д. начальника губернии 22 августа (3 сентября) 1851 возглавлял в Симферополе торжественные мероприятия, посвященные дню коронования имп. Николая I и открытию, в тот же день, первого в губернии Еврейского казённого училища; орден Святого Владимира 3 степени 30 марта (11 апреля) 1852; за пожертвование в пользу больных и раненых воинов монаршее благоволение 9 (21) декабря 1855; по представлению главнокомандующего Южной армией и войсками в Крыму, ген.-адъютанта, кн. М. Д. Горчакова, «о примерном усердии, оказанном вами при исполнении важных и экстренных поручений по военным требованиям», пожалован орденом Святого Станислава 1 степени 20 февраля (3 марта) 1856; имел темно-бронзовую медаль «В память войны 1853―1856», на Владимирской ленте; как и. д. начальника губернии, 26 августа (7 сентября) 1856 возглавлял в Симферополе торжественные мероприятия, посвященные коронованию имп. Александра II. Умер на службе: ВП от 2 (14) августа 1859 за № 25, по МВД, исключён из списков умерший, таврический вице-губернатор, действительный статский советник Браилко. Был похоронен на старом христианском кладбище Симферополя вместе с супругой, дочерью и др. родственниками.
Государственная служба и общественная деятельность И. Я. Браилко связаны с историей освоения Таврии. Одни современники писали, что он был умным, осмотрительным и исполнительным чиновником. Другие отзывались о нём, как о почтенном человеке в общении. По должности вице-губернатора неоднократно и. д. таврического губернского начальника, в том числе в период Крымской войны. Познакомившись с известной актрисой П. И. Орловой-Савиной, приехавшей служить сестрой милосердия в Симферополь, вместе с супругой оказывал ей посильную помощь и всяческое содействие. Состоял и избирался членом различных комитетов и комиссии губернского правления. Занимался общественной деятельностью: с 1835 ― член-корреспондент Таврического губернского статистического к-та; на 25.11.1838 ― член Симферопольского мужского к-та Общества попечительного о тюрьмах; с начала 1840-х ― член правления Симферопольской губернской библиотеки и попечительства Странноприимного дома Таранова-Белозерова в Симферополе.
Став именитым алуштинским помещиком, 30 ноября (12 декабря) 1842 года давал прием на торжествах, посвященных освящению построенной в Алуште первой православной церкви, в честь святого великомученика Феодора Стратилата, на котором присутствовал новороссийский и бессарабский ген.-губернатор, граф М. С. Воронцов. С декабря 1849 ― член совета Таврического губернского попечительства детских приютов. В период Крымской войны, начиная с 10 (22) ноября 1854, бесплатно предоставил свой дом в Симферополе под размещение больных и раненых воинов, к коем разместился временный госпиталь на 40 коек, функционировавший до 1856 года. С другой стороны, в то же время избегал исполнения подводной повинности.
Крымский винодел. Помещик родового имения в местечке Буланово Полтавского и благоприобретенного имения Симферопольского и Ялтинского уездов. Домовладелец Симферополя и Алушты. В начале 1850-х стал доверенным лицом графа Л. А. Перовского и гофмаршала М. В. Кочубея, в интересах которых проводил и регистрировал земельные сделки в Ялтинском уезде.

## Крымский винодел
Начиная с 1829 года И. Я. Браилко и его супруга были одними из первых землевладельцев долины при деревне Алуште, ставших развивать виноградарство и виноделие на южном побережье Крыма. Первое пустопорожнее место в Алуштинской долине, до 3-х десятин земли, «поливаемое напускной водой и способное к насаждению винограда», по купчей от 7 (19) октября 1829, совершенной в Таврической гражданской палате и явленной в Симферопольском уездном суде 10 (22) октября 1829, титулярная советница А. С. Браилко приобрела от живших в Алуште нескольких родственных семей крымских татар, ассигнациями за 2500 руб. В декабре 1835 года сам И. Я. Браилко, от местного татарина Сеит Усеина Умер Оглы, купил в Алуште дом с сараем, на земельном участке в 400 кв. сажень, ассигнациями за 400 руб. В 1836 винокурня Браилко производила уже 1400 ведер столового южно-крымского вина, продаваемого суслом, от 4 до 5 руб. за ведро, приезжавшим купцам из центральных районов России. В то время это приносило семье чиновника до 7 тыс. руб. дохода, что превышало годовое его содержание, по чину и должности, в десять раз.
Кроме виноградников, к концу 1830-х имение славилось своим садом, о котором писали: «Относительно легчайшего сбыта вина, в чём владельцы южного берега чувствуют ещё большой недостаток, Алуштинская долина наиболее выгодна для плантаций, по близости к Симферополю и по открытым уже некоторыми владельцами надежным путям сбывать свои произведения <…> У г-жи Браилко вокруг дома несколько редких садовых растений и цветов. Кипарисы, лавры, катальпа бигнониевидная, туя восточная (плосковеточник), мимозы, лавровишня лекарственная, гранаты, инжирное дерево, китайские розы, шалфей, ясмины, знакомят вас тут с благословенным югом»
В августе 1845 года И. Я. Браилко купил в той же Алуште, от государственного крестьянина Волынского уезда, татарина Усеина Рамазан Оглы, участок садовой земли, «заключающий в себе до 500 квадратных сажень, ценою за 155 руб. 71 ½ коп. серебром». В следующем году он был признан одним из лучших виноделов южного побережья Крыма на Симферопольской сельскохозяйственной выставке и за красные столовые вина награждён почётной грамотой.
В августе 1852 из Ялтинского уездного суда, по распоряжению Таврического губернского правления, выдана ему данная, «на утверждённый за ним, с высочайшего разрешения, участок земли, принадлежавший магометанскому духовенству Ялтинского уезда, при местечке Алуште, мерою в длину 16, а в ширину 6 сажени, магометанским духовенством Браилко проданный за 30 руб. серебром» В связи с приобретением этого участка впоследствии писали, что дом Браилко построен на месте старого мусульманского кладбища: «Почтовая дорога пролегает посреди Алушты, разделяя ей на две половины. С одной её стороны находится татарская деревня, а с другой тянутся сады, виноградники, табачные плантации. Между всем этим растительным богатством белеют домики садовладельцев <…> Над самой почтовой дорогой стоит опрятный и просторный станционный дом, обнесённый со всех сторон галереями. Против него, немного наискосок, среди виноградника виден на холме довольно красивы домик г-жи Браилко; он замечателен тем, что построен на месте древнего кладбища. Когда рыли здесь фундамент для дома, лет около 30 тому назад, то нашли много древних монет и некоторые другие мелкие вещицы. Подле этого домика и теперь находится несколько могил, покрытых грубо обтесанными каменными большими плитами, под которым земля до того осела, что видны кости и черепа древних обитателей Алустона и, может быть, даже и строителей самой крепости, остатки которой мы видим в Алуште и поныне»
По обозрению виноградарства и виноделия в 1854―1855 годах, составленного Министерством государственных имуществ, алуштинское имение Браилко, получившее название «Отрада», было известно «лучшим содержанием и лучшими винами» на южном побережье Крыма. В советское время на её месте был открыт, в окружении виноградников, пансионат «Северная Двина».
Брак с богатой купчихой и занятие виноделием позволили Браилко разбогатеть. Кроме постоянно расширяемого ялтинского имения в Алуште, в декабре 1838 года, от жены чиновника 8 класса Елизаветы Степановны Прокопенко, И. Я. Браилко в пригороде Симферополя, в 12-ти верстах от города, при почтовой дороге, идущей в г. Карасубазар, купил крупное недвижимое её имение, по обе стороны речки Бештерек, состоящее при деревнях Кернеуч (Донское) и «разоренной» Тобай, заключающее в себе «пахатные и сенокосные земли, сенокосный луг, фруктовый сад, господский дом с разными службами, и два садовых участка, всего пространством до 623 десятин, за 22000 руб. ассигнациями». После смерти отца это имение наследовал старший сын ― Александр.

## Семья
*Жена, с апреля 1827 года ― Авдотья (Евдокия) Семёновна Браилко, урождённая Ерёмина (? ― 11.04.1891, Симферополь), дочь первого известного симферопольского городского головы, симферопольского 3-й гильдии купца Семёна Ерёмина. По вступлении в брак, в качестве приданного, по данной от 28 апреля (10 мая) 1827, совершенной в Таврической гражданской палате, и явленной в Симферопольском уездном суде 13 (25) мая 1827, получила в дар от матери, симферопольской 3-й гильдии купчихи, вдовы Марфы Ивановны Ерёминой, 2-этажный каменный дом «состоящий 1-й части г. Симферополя, заключающийся в 6 покоях, из коих 4 в нижнем, а 2 в верхнем этаже, с галереей и под оной погребом, каменной кладовой, кухней с особой комнатой и кладовой, также принадлежащими к оному 3 магазинами и при них комнатой, которому дому, по совести, объявлена цена ассигнациями 8000 руб.». Сестра губернского регистратора Константина Семёновича Ерёмина, симферопольского домовладельца: по закладной от 23 января (4 февраля) 1835, совершенной в Таврической гражданской палате, дала брату, под залог его дома «с землею, со всем имеющимся в оном каменного строения, обнесенный со всех 4-х сторон собственно принадлежащими к оному дому каменными стенами», в долг ассигнациями 10000 руб., сроком на 2 года. В мае 1851 года купила, от новороссийского 2-й гильдии купца Алексея Максимова Красильникова, его дом, «состоящий в 1-й части г. Симферополя, с разными при нём пристройками, под коими пространства земли в длину 123, а ширину 18 сажени, за 2500 руб. серебром». В 1856 этот дом значился за её мужем. После его смерти, по духовному его завещанию, в Таврической палате гражданского суда 18 (30) января 1860 под № 3 засвидетельствованном, вместе с дочерью, девицей Елизаветой, наследовала дом И. Я. Браилко в Симферополе и ялтинское имение в Алуште.
**Сын ― Александр Иванович Браилко (1833, Симферополь ― 23.09.1884, Лубны), юрист, деятель судебной реформы 1864 года, надворный советник. Воспитанник Императорского училища правоведения: 15.05.1854 ― окончил курс ИУП с чином коллежского секретаря, служил товарищем председателя Таврической уголовной палаты, награждён тёмно-бронзовую медаль «В память войны 1853―1856», на Владимирской ленте, за выслугу лет произведён коллежским асессором 16 (28) июня 1860; 20.12.1862 ― причислен, согласно прошения, к департаменту М-ва юстиции, с увольнением от должности; 07.06.1863 ― уволен от службы, согласно прошения, по болезни; 29.03.1865 ― из отставных определён в службу в М-во юстиции, с причислением к департаменту м-ва; 10.10.1865 ― назначен и. д. пензенского губернского прокурора; 08.04.1866 ― надворным советником; 28.04.1866 ― переведён и. д. харьковского губернского прокурора; как губернский прокурор на страницах революционного «Колокола» был отмечен своей неподкупностью и честностью в громком деле о фальшивомонетчестве харьковских фабрикантов, землевладельцев и уездных предводителей дворянства; 17.08.1867 ― прокурором Изюмского окружного суда, Харьковской губ.; 22.04.1869 ― товарищем председателя Симферопольского окружного суда, Таврической губ.; 09.01.1880 ― товарищем председателя Лубенского окружного суда, Полтавской губ.; 10.10.1884 ― исключен из списков умершим. По не ясным причинам, после производства 15 (27) февраля 1868 в надворные советники, со старшинством с 8 (20) апреля 1866, пожалований в следующие чины не имел, несмотря на почти 20-летнюю последующую службу. В библиографии назван статским советником. Был женат дважды. От первого брака сыновья: Константин, юрист, коллежский асессор, член от правительства Московского коммерческого суда, и Павел; дочери Мария и Серафима. От второго брака сын ― Вячеслав, умер в молодости.
***Внук ― Константин Александрович Браилко (1874, Симферополь ― не ранее 1920), коллежский асессор, чиновник М-ва юстиции, потомственный дворянин Таврической губернии: образование получил в Симферопольской губернской гимназии и на юридическом ф-те Императорского Московского университета (1896―1901), по окончании которого в 1901 поступил на службу в 1902 в Московский коммерческий суд; в 1904 вышел в отставку и зачислен в состав помощников присяжных поверенных округа Московской судебной палаты; в 1906 вновь определён в службу в М-во юстиции, секретарем 2-го отделения того же суда, каковую должность и занимал до 1912 года; 31.05.1907 ― коллежским секретарем; 31.05.1910 ― титулярным советником; 14.03.1912 ― из секретарей назначен членом от правительства того же суда; 31.05.1913 ― коллежским асессором; в том чине и в той должности, там же ― в Москве, встретил революцию 1917 года. Орденов не имел. С того же года, в котором окончил университет, с 27.04.1901 был женат на Московской губернии, Богородского уезда, Запонорской волости, деревни Елизаровой, крестьянской девице Александре Александровне Богдановой (1870―1909, Донской м-рь). Их дети ― Владимир и Ольга, в 1937 были репрессированы.
**Сын ― Николай Иванович Браилко (20.02.1840, Симферополь ― не ранее 1897), коллежский секретарь и кавалер, майор Тимокско-Моравской армии, мемуарист. В период с 1852 по 1858 воспитывался в подготовительном и основных классах Императорского училища правоведения, однако, курса не окончил; с 1859 по 1864 ― чиновник особых поручений при таврическом губернаторе, ген.-лейтенанте Г. В. Жуковском, с производством, за выслугу лет, в коллежские регистраторы 7 (19) декабря 1861; определением Таврического ДДС от 16.01.1864 сопричислен к роду отца; 01.10.1864 ― из отставных коллежских регистраторов определён в службу в Морское ведомство, начальником типографии и корректором штаба главного командира Николаевского порта, Херсонской губернии; 09.08.1865 (ст. 10.03.1865) ― губернским секретарем; 26.12.1866 ― отставлен от службы за штатом; в 1866―1867 служил в ведомстве М-ва народного просвещения, заведующим делами Управления учебных заведений г. Николаева; 20.02.1867 ― орд. Св. Станислава 3-й ст.; в 1867―1869 служил в ведомстве М-ва внутренних дел, и. д. помощника полицмейстера г. Николаева; 27.03.1869 (ст. 10.03.1868) ― коллежским секретарем; на 1872 г. был в отставке. Жил в Крыму. Участник Сербо-Турецкой войны. Отправившись добровольцем на Балканы, с производством в чин майора Тимокско-Моравской армии служил начальником штаба русско-болгарской добровольческой бригады, был награждён черногорским орденом князя Даниила 2 степени. После войны некоторое время жил в г. Юхнове, Смоленской губернии. Московской судебной палатой был приговорен, по ст. 354 (растрата вверенных казённых или частных денег, или имущества) и ст. 474 (халатность чиновника полиции при исполнении судебного решения) Уложения о наказаниях уголовных и исправительных (1866 года), с лишением особенных прав, к ссылке на жительство в Томской губернии, что и было исполнено 30 апреля (12 мая) 1881; в 1897 году в журнале «Русский архив» опубликовал воспоминания и документы по истории Таврической губернии, Крымской и Сербо-Турецкой войн, материалы к биографиям разных лиц. Жена ― Анна Андриановна Браилко (? ― не ранее 1912), педагог, журналист и издатель, помещица с. Красного, Поречского уезда, Смоленской губернии. С февраля 1873 ― начальница и педагог Василеостровской женской ремесленной школы Патриотического общества, открытой в доме Василеостровской женской гимназии (9-й линия В. О.) «с целью приготовить мастериц по всем отраслям женских ремесел, не исключая шляпочного и башмачного»; с 8 мая 1890 ― редактор-издательница ежемесячного научно-популярного, педагогического и литературного ж-ла «Женский вестник», совместно с первой женой (с 28.04.1882) лейб-гвардии артиллерии капитана, а впоследствии ген.-лейтенанта, Георгия Константиновича Мейбаума (09.08.1850―27.09.1918), Анной (старшей) Петровной Мейбаум (Гославской) (14.11.1859, С.-Петербург ― до 1911), дочерью писательницы Софии Николаевны и действительного статского советника Петра Васильевича Гославских.
***Внук ― Николай Николаевич Браилко (1864 ― после 1918), надворный советник и кавалер, чиновник кредитных установлений М-ва финансов. С 06.11.1889 был женат на девице Елизавете Петровне Гославской (01.02.1868―?), младшей сестры Анны Петровны Мейбаум, писателя и драматурга Е. П. Гославского, художника П. П. Гославского. Одним из поручителей по невесте был её брат, дворянин Алексей Петрович Гославский, а одним из поручителей по женихе стал архитектор, статский советник Леонтий (Людовик) Леонтьевич Бенуа, брат академика Н. Л. Бенуа. Н. Н. Браилко окончил 3 класса военной гимназии: 02.01.1886 ― определён в службу канцелярским служителем в Государственный дворянский земельный банк; 02.01.1887 ― произведён в коллежские регистраторы; 01.12.1887 ― назначен помощником бухгалтера 2-го разряда; 20.12.1888 ― помощником бухгалтера 1-го разряда; 27.05.1889 ― младшим бухгалтером; в том чине и в той должности женился на Е. П. Гославской; 02.01.1890 ― в губернские секретари; 02.01.1893 ― в коллежские секретари; 02.01.1896 ― в один день произведён в титулярные советники и, по прошению, уволен от службы. Был в отставке с января 1896 по март 1908 года. Служил управляющим крупным имением богатейшего В. А. Пашкова при с. Матчерка, Моршанского уезда, Тамбовской губернии, заключавшим в себе 12000 десятин земли, что составляло 1/20 часть общего землевладения В. А. Пашкова. В начале 1900-х избирался председателем Моршанского сельскохозяйственного общества землевладельцев, членом Моршанского уездного и Тамбовского губернского комитетов о нуждах сельскохозяйственной промышленности. На протяжении нескольких лет, начиная с 1897 года, состоял корреспондентом сельскохозяйственного и экономического ж-ла «Хозяин», в котором опубликовал ряд статей по управлению имением: в том же ― 1897, на волне возникшего интереса к новой для России отрасли хозяйства, статью «Русский сельскохозяйственный верблюд», о неудачном опыте применения верблюдов в моршанском имении; в 1899 ― статью «Усманские потёмки», об опыте выращивания сельских культур и ведения хозяйства там же; в 1902 ― некролог, посвященный памяти В. А. Пашкова ― и ряд других. Из отставных титулярных советников с 28.03.1908 определён в службу в М-во финансов, по ведомству Крестьянского поземельного банка, непременным членом могилёвского отделения банка; 15.01.1909 ― перемещён непременным членом саратовского отделения того же банка; 27.03.1911 ― в коллежские асессоры; 18.12.1913 ― перемещён непременным членом пермского отделения того же банка; 27.03.1915 ― в надворные советники. Был награждён орденом Святой Анны 3-й ст. С 1915 года сотрудничал в журнале практического сельского хозяйства и домоводства «Сельский хозяин». В том чине и в той должности, там же ― в Перми, встретил революцию 1917 года.
**Дочь ― Елизавета Ивановна Пугачёва, была замужем за старшим советником Таврического губернского правления, почётным мировым судьёй Перекопского уезда, действительным статским советником (при увольнении) Иваном Яковлевичем Пугачёвым (? ― 21.10.1910, Симферополь). Умерла в Симферополе до 1918 года, была похоронена вместе с родителями и мужем на старом городском кладбище (захоронение без дат).